# 轉生賢者的異世界生活～取得第二職業，成為世界最強～
《轉生賢者的異世界生活～取得第二職業，成為世界最強～》是日本作家進行諸島所著的輕小說系列，由2017年10月20日起於成為小說家吧連載，連載至175話（進度為第6卷）時從網站刪除。2018年5月起經GA Novel出版實體書，風花風花擔綱插畫，至今出版共13卷。改編漫畫由2018年7月起於漫畫應用程式連載，由臺灣漫畫家彭傑繪畫。截至2021年12月，系列累積發行超過500萬本。改編電視動畫於2022年7月4日至9月12日播映，由REVOROOT製作。

## 故事概要
佐野裕司是在某黑心企業上班的社畜，工作非常辛苦。有一天，他如常把工作帶回家做時，電腦螢幕出現了一個神秘視窗——「你被召喚到異世界了！同意請點選YES，不同意請點選NO。」裕司還在疑惑時，因「使用者未點選——已視為同意」而被傳送到異世界。他眼前的能力數值視窗顯示他已成為「魔獸使」。

## 登場角色

### 主角
佐野裕司（聲：小林千晃（日本）；柯志健（香港）；何志威（台灣））
本作男主角。原是愛好玩遊戲的黑心企業社畜，加班的時候被召喚到了異世界。初始職業是「馴魔師」，托史萊姆的福又獲得了第二職業「賢者」，但卻沒有意識到自己的強大。會使用超過千種以上的各屬性魔法，但使用過於強力的魔法後，經常會有魔力變為負值的副作用。魔力負值會轉換為相應的體力為代價消耗，可能會導致體力不支，但休息後即可恢復。在戰鬥時通常會壓抑自己的實力，盡量使出能夠剛好擊倒對手的程度。因為前世在公司上班待過的職場環境惡劣的關係，性格變得較為孤僻，不太喜歡被人依賴，也不太喜歡讓別人知道自己的能力優秀。喜歡吃美食，對於美食的評價會如實的敘述出來。

### 裕司馴服的魔物
史萊姆（聲：遠野光（史萊姆）、菅野真衣（眼罩史萊姆）、三川華月（眉毛史萊姆）、久遠繪理沙（綠葉史萊姆）、大森日雅（鬍鬚史萊姆）、花井美春（刀疤史萊姆）、綾瀨有（紅史萊姆）（日本）；林秀雯（史萊姆）、周曉鈴（眼罩史萊姆）、戚芷茵（眉毛史萊姆）、李美君（綠葉史萊姆）、謝心如（鬍鬚史萊姆）、文妙茵（刀疤史萊姆）、王曉霖（紅史萊姆）（香港）；林美秀（史萊姆、鬍鬚史萊姆）、陳筱寧（眼罩史萊姆、刀疤史萊姆）、孫欣瑜（眉毛史萊姆、綠葉史萊姆、紅史萊姆）（台灣））
裕司最先馴服的魔物，擁有各種各樣屬性的適性。通常在戰鬥中擔任魔法輸出的火力點使用，在地形或者敵人探查的時候與裕司擁有共享視野以及所有感覺。曾被誤會本身會使用魔法，但其實都是裕司做的。喜歡吃飯，尤其是肉。
普萊德狼（聲：高木涉（日本）；蕭漢翹（香港）；夏治世（台灣））
裕司馴服的狼形魔獸。看上去威風凜凜，但實際上性格膽怯，通常在戰鬥開始時先逃跑，但必要的時候還是會參與戰鬥。移動速度非常優秀，主要作為裕司的代步工具。跟史萊姆一樣也喜歡美食，尤其是肉。
上古犀牛
裕司馴服的犀牛形魔獸。初與裕司相遇時被附上多種強力詛咒而沒有自我意識地行動。

### 裕司的合作夥伴
特萊雅德（聲：和氣杏未（日本）；陳頴琪（香港）；陳筱寧（台灣））
住在森林中的精靈。雖然很害怕人類，但在虛弱的時候得到了裕司的搭救，從此開始合作。有著製作藥水的知識與技能，可以製作魔藥。可以透過樹林使用移動魔法。
巴奧爾札德
龍族。一度被邪教「救贖的蒼月」逮捕，在裕司的幫助下重獲自由。回到領地後，與裕司一同與宿敵預兆的赤龍激戰。
休泰伊爾（聲：上別府仁資（日本）；劉文光（香港）；于正昌（台灣））
虔誠的祭司，在各方面擁有極大的影響力。擅長武術，在各方面支援裕司。過去是邪教「救贖的蒼月」的前身「蒼月教會」的創立者，後來除休泰伊爾以外的成員全數被殺害、教會被篡奪、本人被追殺。在預兆的赤龍死亡後，曾向裕司獻計把「救濟的蒼月」的資金來源切斷。

### 真龍
迪萊德藍龍
故事中第一頭出現的真龍，會伴隨黑暗出現。透過破壞森林吸收魔力會逐漸越來越強大，擁有三天之內毀滅一塊大陸的力量。弱點是火以及神聖屬性。在對城市造成大規模災害之前遭到裕司討伐，死亡後化為許多「龍之恩惠」，使地上長出許多藍龍菇以及赤龍菇，可以用來製作特殊藥水。
預兆的赤龍
故事中第二頭出現的真龍，巴奧爾札德的宿敵。實力更在迪萊德藍龍之上。孵化時產生的衝擊波把巴奧爾札德的領地夷為平地。最後被裕司和巴奧爾札德聯手討伐。死後產生的藍龍菇與赤龍菇的數量更在迪萊德藍龍之上。
破滅的黑龍
真龍中最強的存在，擁有毀滅世界的力量。

## 用語
救贖的蒼月
在故事初期惡名昭彰的邪教組織，犯下包括屠殺等無數惡行。前身是由休泰伊爾創立的「蒼月教會」，可是除休泰伊爾以外的成員全數被殺害，「蒼月教會」也被篡奪。在休泰伊爾的計謀下，其主要資金來源被裕司的史萊姆斷絕，最終因缺乏資金而滅亡。
研究所
與救贖的蒼月同樣隸屬某個集團的組織。組織的成員均視人命如草芥。曾在死亡君主島製造詛咒之樹。

## 出版書籍

### 輕小說
| 卷數 | SB創意         | SB創意                 | 東立出版社    | 東立出版社             |
| 卷數 | 發售日期       | ISBN                   | 發售日期      | ISBN                   |
| ---- | -------------- | ---------------------- | ------------- | ---------------------- |
| 1    | 2018年5月12日  | ISBN 978-4-79739-695-9 | 2020年6月22日 | ISBN 978-957-265-273-2 |
| 2    | 2018年10月11日 | ISBN 978-4-79739-817-5 | 2021年5月20日 | ISBN 978-957-266-703-3 |
| 3    | 2019年5月14日  | ISBN 978-4-81560-245-1 | 2022年1月10日 | ISBN 978-957-267-880-0 |
| 4    | 2019年11月14日 | ISBN 978-4-81560-422-6 |               |                        |
| 5    | 2020年3月13日  | ISBN 978-4-81560-542-1 |               |                        |
| 6    | 2020年8月6日   | ISBN 978-4-81560-731-9 |               |                        |
| 7    | 2020年11月22日 | ISBN 978-4-81560-833-0 |               |                        |
| 8    | 2021年3月12日  | ISBN 978-4-8156-0969-6 |               |                        |
| 9    | 2021年6月12日  | ISBN 978-4-8156-1139-2 |               |                        |
| 10   | 2021年11月12日 | ISBN 978-4-8156-1258-0 |               |                        |
| 11   | 2022年7月14日  | ISBN 978-4-8156-1659-5 |               |                        |
| 12   | 2022年9月14日  | ISBN 978-4-8156-1660-1 |               |                        |
| 13   | 2023年3月15日  | ISBN 978-4-8156-2008-0 |               |                        |
| 14   | 2023年8月10日  | ISBN 978-4-8156-2118-6 |               |                        |
| 15   | 2023年12月15日 | ISBN 978-4-8156-2119-3 |               |                        |
| 16   | 2024年9月14日  | ISBN 978-4-8156-2548-1 |               |                        |
| 17   | 2025年3月15日  | ISBN 978-4-8156-2908-3 |               |                        |

### 漫畫
| 卷數 | Square Enix    | Square Enix            | 東立出版社     | 東立出版社             |
| 卷數 | 發售日期       | ISBN                   | 發售日期       | ISBN                   |
| ---- | -------------- | ---------------------- | -------------- | ---------------------- |
| 1    | 2018年9月13日  | ISBN 978-4-7575-5841-0 | 2020年10月30日 | ISBN 978-957-26-5449-1 |
| 2    | 2018年12月13日 | ISBN 978-4-7575-5940-0 | 2022年8月5日   | ISBN 978-957-26-5450-7 |
| 3    | 2019年4月12日  | ISBN 978-4-7575-6040-6 |                |                        |
| 4    | 2019年6月12日  | ISBN 978-4-7575-6158-8 |                |                        |
| 5    | 2019年9月12日  | ISBN 978-4-7575-6295-0 |                |                        |
| 6    | 2019年12月12日 | ISBN 978-4-7575-6422-0 |                |                        |
| 7    | 2020年3月12日  | ISBN 978-4-7575-6559-3 |                |                        |
| 8    | 2020年5月12日  | ISBN 978-4-7575-6639-2 |                |                        |
| 9    | 2020年8月7日   | ISBN 978-4-7575-6788-7 |                |                        |
| 10   | 2020年11月7日  | ISBN 978-4-7575-6924-9 |                |                        |
| 11   | 2021年2月5日   | ISBN 978-4-7575-7066-5 |                |                        |
| 12   | 2021年5月7日   | ISBN 978-4-7575-7234-8 |                |                        |
| 13   | 2021年8月11日  | ISBN 978-4-7575-7415-1 |                |                        |
| 14   | 2021年11月11日 | ISBN 978-4-7575-7573-8 |                |                        |
| 15   | 2022年2月12日  | ISBN 978-4-7575-7742-8 |                |                        |
| 16   | 2022年5月12日  | ISBN 978-4-7575-7926-2 |                |                        |
| 17   | 2022年8月10日  | ISBN 978-4-7575-8082-4 |                |                        |
| 18   | 2022年11月11日 | ISBN 978-4-7575-8261-3 |                |                        |
| 19   | 2023年2月10日  | ISBN 978-4-7575-8411-2 |                |                        |
| 20   | 2023年5月11日  | ISBN 978-4-7575-8577-5 |                |                        |
| 21   | 2023年8月10日  | ISBN 978-4-7575-8731-1 |                |                        |
| 22   | 2023年11月10日 | ISBN 978-4-7575-8904-9 |                |                        |
| 23   | 2024年2月9日   | ISBN 978-4-7575-9056-4 |                |                        |
| 24   | 2024年5月11日  | ISBN 978-4-7575-9194-3 |                |                        |
| 25   | 2024年8月9日   | ISBN 978-4-7575-9367-1 |                |                        |
| 26   | 2024年11月12日 | ISBN 978-4-7575-9518-7 |                |                        |
| 27   | 2025年2月12日  | ISBN 978-4-7575-9681-8 |                |                        |
| 28   | 2025年5月12日  | ISBN 978-4-7575-9855-3 |                |                        |

## 迴響
截至2019年4月，系列累積發行超過50萬本。截至2020年11月，發行超過300萬本。截至2021年1月，發行超過370萬本。截至2021年9月，發行超過450萬本。截至2021年12月，發行超過500萬本。
截至2022年2月，《轉生賢者的異世界生活～取得第二職業，成為世界最強～》和同由進行諸島和風花風花創作的《失格紋的最強賢者》合共累積發行超過1,000萬本。
改編漫畫在2024「BookLive!讀者票選」的「讀者票選推薦最佳100部異世界漫畫」的排行榜中，位居少年漫畫·青年漫畫的第41名。

## 電視動畫
2021年1月31日，GA文庫在其15週年網路活動「GA FES 2021 ～GA 15th Anniversary～」上宣佈《轉生賢者的異世界生活～取得第二職業，成為世界最強～》將會獲改編為電視動畫，由TWIN ENGINE旗下的動畫製作公司REVOROOT負責製作；並公開宣傳影片。同日亦公佈由進行諸島和風花風花創作的另一部輕小說《失格紋的最強賢者》亦會改編為電視動畫。9月17日，宣佈動畫定於2022年首播，並公開前導視覺圖及官方網站。12月3日，公開前導宣傳片，以及第1批聲優名單。
2022年1月4日，GA文庫於新春特備節目公佈該文庫在2022年的改編動畫消息，於ABEMA播映。事前預告將在節目中公佈新聲優。節目中公佈6隻史萊姆的聲優、第1條宣傳片、第1張主視覺圖和主要製作人員陣容。為史萊姆配音的6名聲優組成，在各社交媒體進行宣傳活動。導演小嶋慶祐稱宣傳片中全部分鏡的原畫都是以Clip Studio Ex完成的。2月19日，公開《失格紋的最強賢者》的合作視覺圖。2月24日，宣佈將於3月27日在Anime Japan 2022的波麗佳音攤位舉辦舞台活動，聲優小林千晃、久遠繪理沙和花井美春將會出席。
2022年3月14日，宣佈電視動畫定於同年7月首播，片頭曲由身兼YouTuber的三人樂隊Non Stop Rabbit主唱。片頭曲的消息在該樂隊出道後首次有現場觀眾的演唱會中公佈。5月2日，公開第2條宣傳片，並公佈片尾曲由主唱。6月5日，宣佈首播日期是7月5日，並公開第3條宣傳片和第2張主視覺圖。

### 製作人員
- 原作：進行諸島
- 人物原案：風花風花
- 導演、角色設計：小嶋慶祐
- 副導演：鈴木清崇
- 系列構成：福島直浩
- 共同角色設計、總作畫監督：埼玉憲人
- 總作畫監督：後藤圭佑
- 色彩設計：竹澤聰
- 美術監督：平良亞以子
- 攝影監督：小林俊介
- 音響監督：田中亮
- 音樂：吟（BUSTED ROSE）
- 音樂製作：波麗佳音
- 動畫製作：REVOROOT[4][6]

### 主題曲
片頭曲《無自覺的天才》（無自覚の天才）
主唱：Non Stop Rabbit，作詞、作曲：田口達也，編曲：鈴木Daichi秀行
片尾曲
主唱：，作词、作曲、编曲：Yugo Ichikawa

### 各話列表
| 話數   | 標題                 | 劇本     | 分鏡                     | 演出              | 作畫監督 | 總作畫監督 | 首播日期      |
| ------ | -------------------- | -------- | ------------------------ | ----------------- | --- | ---------- | ------------- |
| 第1話  | 想保護這個城鎮       | 福島直浩 | 小嶋慶祐                 | 小嶋慶祐          | 大島由葵 後藤圭佑 | -          | 2022年 7月4日 |
| 第2話  | 試著組建了隊伍       | 福島直浩 | 小嶋慶祐                 | 後藤康德          | 陳曉嵐 | 後藤圭佑   | 2022年 7月4日 |
| 第3話  | 意思就是強過頭       | 安永豐   | 鈴木清崇                 | 白石道太          | 八田典子 | 後藤圭佑   | 7月11日       |
| 第4話  | 各種異常狀況         | 安永豐   | 小嶋慶祐                 | 鈴木清崇 柏淳志   | 埼玉憲人 小嶋慶祐 大嶋由葵 吉田智裕                                                                                               | -          | 7月18日       |
| 第5話  | 變冷了不太妙         | 福島直浩 | 石倉賢一                 | 粂田佳之 今泉龍太 | 上赤由香里 紫灯珈 川本和孝 服部未夢 鈴木莉乃 矢田起也 野村美織 佐藤夏美 早川元基 中川實 清水椋大 今泉龍太 山本道隆 Revival        | 崎玉憲人   | 7月25日       |
| 第6話  | 潛入可疑的村莊       | 福島直浩 | 鈴木清崇 大嶋由葵 柏淳志 | 根楠陽貴          | 古池由香里 信實節子 上野泰寬 | 崎玉憲人   | 8月1日        |
| 第7話  | 被殺手盯上           | 安永豐   |                          | 後藤康德          | 李望斌 | 後藤圭佑   | 8月8日        |
| 第8話  | 得到魔獸防具         | 福島直浩 | 黃彥勝                   | 八田典子          | 小嶋慶祐 | 8月15日    |               |
| 第9話  | 與大火龍戰鬥         | 安永豐   | 石倉賢一                 | 鈴木清崇          | 大島由葵 後藤圭佑 淺尾遙 | -          | 8月22日       |
| 第10話 | 好像不是時候         | 福島直浩 | 鈴木清崇                 | 粂田佳之 今泉龍太 | 上赤由香里 紫灯珈 川本和孝 服部未夢 鈴木莉乃 矢田起也 佐藤夏美 清水椋大 中川實 粂田佳之 今泉龍太 遠藤里蘭 秦相子 西川千晶 Revival | 崎玉憲人   | 8月29日       |
| 第11話 | 如神籲所說           | 安永豐   | 小嶋慶祐                 | 小嶋慶祐          | 埼玉憲人 小嶋慶祐 | -          | 9月5日        |
| 第12話 | 轉生賢者的異世界生活 | 福島直浩 | 小嶋慶祐 鈴木清崇        | 後藤康德 鈴木清崇 | 後藤圭佑 大島由葵 本多惠美 | -          | 9月12日       |

### 播映平台
日本深夜動畫：下文記載的日本国内播放時間使用日本標準時間（UTC+9）表示。因為部分時間标识會採用30小时制，因此請留意这类超过24:00的时间，其實際播放時間為翌日清晨。
| 播映地區         | 播映平台                                                                                | 播映日期              | 播映時間              | 備註   |
| ---------------- | --------------------------------------------------------------------------------------- | --------------------- | --------------------- | ------ |
| 亞洲、大洋洲     | Ani-One Asia YouTube頻道                                                                | 2022年7月4日－9月12日 | 星期一 20:00（UTC+8） | [ 55 ] |
| 香港             | myTV Super Ani-One 專區                                                                 | 2022年7月4日－9月12日 | 星期一 20:00（UTC+8） | [ 55 ] |
| 香港、澳門、台灣 | bilibili                                                                                | 2022年7月4日－9月12日 | 星期一 20:00（UTC+8） | [ 56 ] |
| 台灣             | 巴哈姆特動畫瘋、KKTV、Hami Video、中華電信MOD、friDay影音、myVideo、LINE TV、CATCHPLAY+ | 2022年7月4日－9月12日 | 星期一 20:00（UTC+8） |        |

## 外部連結
- GA文庫官方網站（日語）
- 漫畫官方網站（日語）
- 電視動畫官方網站（日語）
- 電視動畫的X（前Twitter）（日語）
- 電視動畫的Instagram帳戶（日語）